# 沢町 (室蘭市)
沢町（さわちょう）は北海道室蘭市の町。住居表示実施済み。郵便番号は051-0027。かつて同名の大字，字，室蘭郡の町が存在した。

## 地理
室蘭市の南西部に位置し、北に西小路町、東に海岸町、南に幕西町、西に清水町と接する。

## 地域の特徴
室蘭市の都市計画マスタープランでは蘭西地域に属する。
測量山の谷あいにある住宅地で、東縁を室蘭市道室蘭中央通線、西縁を北海道道844号祝津西小路中央線が走る。
沢町会館，高野山真言宗大正寺，浄土宗鎮西派満冏寺，真宗大谷派証誠寺がある。

## 歴史
沢町は1872年（明治5年）からの札幌本道（現・室蘭市道室蘭中央通線）開削の進行に伴い形成された町並みで、1873年（明治6年）に室蘭郡の町名として成立した。1862年（文久2年）開設の浄土宗鎮西派満冏寺が、1872年（明治5年）現在地に移転。1873年（明治6年）真宗大谷派説教所が設立、1875年（明治8年）証誠寺と寺号公称。1904年（明治37年）に開設された古義真言宗説教所（現大正寺）が、翌年消失し現在地へ移転。同年満冏寺に下総国成田山から不動尊を勧請、不動尊祭が始まる。

### 地名の由来
沢地であったことによる。

### 沿革
- 1873年（明治6年） - 開拓使の管轄、室蘭郡の町として沢町が成立[5]。
- 1900年（明治30年）7月1日 - 北海道一級町村制の施行により室蘭町（一級町）が発足、室蘭郡沢町は室蘭町の大字、沢町となる[6]。
- 1918年（大正7年）2月1日 - 北海道区制の施行により室蘭区が発足。室蘭町沢町は室蘭区沢町となる[7]。
- 1922年（大正11年）4月1日 - 字名改正により沢町（大字）が沢町（字）となり、沢町（大字）を廃止[5][8]。
- 1922年（大正11年）8月1日 - 市制施行により室蘭区沢町は室蘭市沢町となる[9]。
- 1966年（昭和41年）7月1日 - 沢町新設[5][10]。

### 町名の変遷
| 実施内容          | 実施年月日               | 実施後             | 実施前                                     |
| ----------------- | ------------------------ | ------------------ | ------------------------------------------ |
| 北海道一級町村制  | 1900年（明治30年）7月1日 | 室蘭町沢町（大字） | 室蘭郡沢町                                 |
| 字名改正          | 1922年（大正11年）4月1日 | 沢町（字）         | 沢町（大字）                               |
| 町名新設 住居表示 | 1966年（昭和41年）7月1日 | 沢町               | 沢町（字），港町（字），泉町（字）の各一部 |

## 世帯数と人口
2023年（令和5年）12月31日現在（室蘭市発表）の世帯数と人口は以下の通りである。
| 町   | 世帯数  | 人口  |
| ---- | ------- | ----- |
| 沢町 | 220世帯 | 350人 |

### 人口の変遷
国勢調査による人口の推移。
| 1995年（平成7年）  | 766人 | [ 11 ] |  |
| 2000年（平成12年） | 670人 | [ 12 ] |  |
| 2005年（平成17年） | 564人 | [ 13 ] |  |
| 2010年（平成22年） | 491人 | [ 14 ] |  |
| 2015年（平成27年） | 430人 | [ 15 ] |  |
| 2020年（令和2年）  | 366人 | [ 16 ] |  |

### 世帯数の変遷
国勢調査による世帯数の推移。
| 1995年（平成7年）  | 321世帯 | [ 11 ] |  |
| 2000年（平成12年） | 303世帯 | [ 12 ] |  |
| 2005年（平成17年） | 266世帯 | [ 13 ] |  |
| 2010年（平成22年） | 243世帯 | [ 14 ] |  |
| 2015年（平成27年） | 220世帯 | [ 15 ] |  |
| 2020年（令和2年）  | 206世帯 | [ 16 ] |  |

## 学区
市立小・中学校に通う場合、学区は以下の通りとなる。
| 町   | 街区 | 小学校               | 中学校               |
| ---- | ---- | -------------------- | -------------------- |
| 沢町 | 全域 | 室蘭市立みなと小学校 | 室蘭市立室蘭西中学校 |

## 交通

### 道路
- 北海道道844号祝津西小路中央線
- 室蘭市道室蘭中央通線[18]

## 施設

### 公共施設
- 沢町会館

### 寺社
- 高野山真言宗大正寺
- 浄土宗鎮西派満冏寺
- 真宗大谷派証誠寺